# Gurbanguly Berdimuhamedow

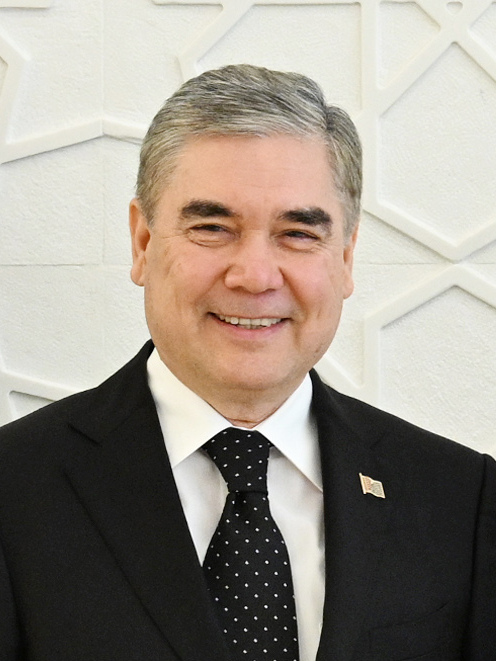
Gurbanguly Berdimuhamedow (2025)

Gurbanguly Mälikgulyýewiç Berdimuhamedow, deutsch: Gurbanguli Malikgulijewitsch Berdimuhamedow, (* 29. Juni 1957 in Babarap, Turkmenische SSR, Sowjetunion) ist ein turkmenischer Politiker (Demokratische Partei Turkmenistans) und war von 2007 bis 2022 turkmenischer Präsident. Er trägt die Titel „Beschützer“ (turkmenisch Arkadag) und „Nationaler Führer“ (Milli Lider). Bei der vorgezogenen Präsidentschaftswahl im März 2022 wurde sein Sohn Serdar zum Nachfolger gewählt. Berdimuhamedow hat als Vorsitzender des Volksrates, des obersten Staatsorgans, jedoch weiter wesentliche Macht im Land.

## Leben
Berdimuhamedow absolvierte 1979 die stomatologische Fakultät der Staatlichen Medizinischen Hochschule Turkmenistans und schloss die darauf folgende Aspirantur als Kandidat medicinskich nauk (Doktortitel) ab. Ab 1980 arbeitete er als Zahnarzt. Später wurde er in Moskau habilitiert. Er spricht außer seiner Muttersprache auch Russisch und Deutsch.
Von 1990 bis 1995 war er erst Assistent am Lehrstuhl für Therapeutische Stomatologie, dann Dozent und Dekan an der stomatologischen Fakultät der Medizinischen Hochschule Turkmenistans. Von 1995 bis 1997 war er Direktor des stomatologischen Zentrums des Gesundheitsministeriums von Turkmenistan. 

## Politik

### Gesundheitsminister
1997 wurde Berdimuhamedow zum Gesundheitsminister ernannt.
Ab 2001 war Berdimuhamedow auch stellvertretender Ministerpräsident Turkmenistans. Er war Leibzahnarzt des diktatorisch regierenden Staatschefs Saparmyrat Nyýazow. Im November 2006 vertrat er Turkmenistan auf dem GUS-Gipfel in Minsk.

### Präsident
Als Nyýazow am 21. Dezember 2006 starb, übernahm Berdimuhamedow den Vorsitz in der Vorbereitungskommission für das Begräbnis. Noch am gleichen Tag ernannte ihn der Sicherheitsrat Turkmenistans zum interimistischen Nachfolger. Aus der Präsidentschaftswahl in Turkmenistan 2007 ging Berdimuhamedow als Sieger hervor. Am 14. Februar wurde er als zweiter Staats- und Regierungschef des Landes vereidigt. Nach seiner Amtsübernahme wurde der Personenkult um seinen Vorgänger reduziert. Zum Beispiel wird Nyýazow in der englischen Übersetzung offizieller Pressemitteilungen zwar als „Gründer der Nation“, aber nicht mehr als Türkmenbaşy (Vater der Turkmenen) bezeichnet. Auch einige besonders exzentrische Dekrete Nyýazows wurden nach dessen Tod zurückgenommen, zum Beispiel im Bereich des Bildungswesens. Stattdessen scheint Berdimuhamedow einen eigenen Personenkult aufzubauen. So ließ er sich anlässlich seines 50. Geburtstags 2007 den eigens für ihn geschaffenen Watan-Orden (Orden des Mutterlandes) verleihen und Gedenkmedaillen mit seinem Porträt sowie eine Autobiographie herausgeben.
Wie durch die Veröffentlichung von Depeschen US-amerikanischer Botschaften durch Wikileaks bekannt wurde, beschenkte das russische Gasunternehmen ITERA des russischen Geschäftsmanns Igor Wiktorowitsch Makarow 2008 Berdimuhamedow mit einer Yacht im Wert von 60 Millionen Euro.
Bei der Präsidentschaftswahl in Turkmenistan 2012 wurde er mit 97,14 Prozent wiedergewählt. Oppositionsparteien waren dabei nicht zugelassen. Berdimuhamedow trat gegen sieben andere Kandidaten an.
Er war Vorsitzender der Einheitspartei Demokratische Partei Turkmenistans (Abgabe 2013 an Babaev).
Im April 2013 nahm Berdimuhamedow an einem Pferderennen teil. Kurz nachdem er mit einem Abstand von zwei Pferdelängen als Erster über die Ziellinie kam, stürzte Berdimuhamedow und blieb bewusstlos liegen. Die Gäste, unter denen sich auch ausländische Medien befanden, wurden anschließend angehalten, alle Aufnahmen von dem Sturz zu löschen. Dutzende Personen wurden unter dem Verdacht, Aufnahmen aus der Arena zu schmuggeln, festgenommen. Das Staatsfernsehen sendete das Rennen, erwähnte den Zwischenfall aber nicht und brach das Video kurz nach dem Zieleinlauf abrupt ab. Berdimuhamedow ist ansonsten für seine schillernden Auftritte berühmt, indem er sich gerne als Sänger, DJ, Gitarrenspieler, Sieger bei Autorennen in Szene setzt oder mehrbändige Bücher schreibt. In einem Anfang August 2017 veröffentlichten Videobeitrag demonstrierte er seine „Fähigkeiten“ beim Scharfschießen und Messerschwingen.
Bei der Präsidentschaftswahl in Turkmenistan 2017 wurde Berdimuhamedow mit einem Ergebnis von 97,7 Prozent erneut als Präsident für weitere sieben Jahre wiedergewählt.
Auf Anweisung Berdimuhamedows wurden Anfang Januar 2018 schwarze Autos auf den Straßen Turkmenistans verboten. Diese sollen entweder abgeschleppt oder umlackiert werden. Grund sei eine besondere Vorliebe des turkmenischen Präsidenten für weiße Farbe. Bereits 2015 wurde ein Importverbot für schwarze Fahrzeuge verhängt.
Zum Umgang mit dem Coronavirus teilte Reporter ohne Grenzen mit, dass das Wort offiziell möglichst vermieden werde. Der Staatschef empfahl Steppenraute, ein sedierend bis narkotisch wirkendes Kraut der innerasiatischen Steppen, im Land zu verbrennen, da die Pflanze auch antitoxisch wirke.
2010 sah The Foreign Policy Berdimuhamedow auf Platz 5 der 23 „schlimmsten Diktatoren der Welt“. Auf der Rangliste von Reporter ohne Grenzen zur Pressefreiheit in 180 Ländern rangiert Turkmenistan im Jahr 2020 auf dem vorletzten Platz.

### Nach der Präsidentschaft
Im Februar 2022 kündigte Berdimuhamedow seinen Rückzug aus dem Präsidentenamt an und beauftragte die Versammlung von Turkmenistan mit der Organisation einer vorgezogenen Präsidentschaftswahl. Als Gründe für den Rücktritt werden seine möglicherweise angeschlagene Gesundheit sowie die Unruhen im Nachbarland Kasachstan einen Monat zuvor vermutet.
Laut Angaben der Zentralen Wahlkommission Turkmenistans erhielt Berdimuhamedows Sohn Serdar Berdimuhamedow bei der Präsidentschaftswahl im März 2022 72,97 Prozent der Stimmen bei einer Wahlbeteiligung von 97 Prozent. Er wurde mit der Amtseinführung am 19. März 2022 Nachfolger seines Vaters im Amt.
Am 21. Januar 2023 wurde Gurbanguly Berdimuhamedow als „Nationaler Führer“ von seinem Sohn per Dekret zum Vorsitzenden des neugebildeten Volksrates ernannt. Als solcher hat er wesentliche politische Befugnisse im Land. Er vertritt Turkmenistan zudem weiterhin zu zahlreichen internationalen Anlässen.

## Trivia
Berdimuhamedow ist Doktor der Theoretischen Medizin, Doktor der Wirtschaftswissenschaften, Professor, Mitglied der turkmenischen Akademie der Wissenschaften (seit 2009) und trägt seit 2007 noch den Titel des Armeegenerals.
Musik und sonstiges öffentliches Auftreten
Berdimuhamedow tritt neben seinen politischen Aufgaben auch als Sänger auf. Am 7. April 2017 trat der Präsident mit seinem Song Vorwärts, vorwärts, nur vorwärts, heimatliches Turkmenistan bei einem Galakonzert in Awaza auf, später wurde das Lied zur Hymne der Asian Indoor & Martial Arts Games 2017 in Asgabat gekürt. Weitere Songs produzierte der turkmenische Staatschef gemeinsam mit seinem Enkel Kerimguly Berdimuhamedow. Dazu zählt der Titel Sportliches Turkmenistan, in dem Kerimguly Berdimuhamedow in englischer Sprache und Gurbanguly Berdimuhamedow in turkmenischer Sprache rappt. Weitere Lieder veröffentlichte der Präsident anlässlich des Weltfrauentages 2018 und des Tages des turkmenischen Pferdes 2019.
Auf den Vergleich zu Berdimuhamedows Vorgänger als Staatspräsident angesprochen, äußerte der turkmenische Menschenrechtsaktivist Farid Tuchbatullin im Spiegel: „Der war selbstbewusst. Berdymuchammedow wirkt eher wie einer, der als Kind nicht genug spielen durfte und jetzt reichlich Spielzeug hat. Er komponiert, schreibt angeblich pro Monat drei Bücher, und er singt. Das will er alles vorführen.“

## Privates
Berdimuhamedow ist verheiratet, hat einen Sohn und zwei Töchter. Am turkmenischen Unabhängigkeitstag am 27. Oktober 2017 zeichnete Berdimuhamedow seinen Sohn Serdar Berdimuhamedow mit einer Medaille, benannt nach dem Vater des Präsidenten, Mälikguly, aus. Bei der Verleihungszeremonie wurde Serdar außerdem vom Rang eines Majors zum Oberstleutnant befördert.